# FTIR
FTIR (Fourier Transform Infrared Spectroscopy) är en spektroskopisk mätmetod som jämför den absorberade energin från en infraröd ljuskälla. Man kan på detta vis identifiera material. Används till exempel vid mätningar av luftföroreningar. Fouriertransformen används för att konvertera datan till ett spektrum.